# Peter Kalin
Peter Kalin (12 maggio 1982) è un ex calciatore sloveno, di ruolo centrocampista.

## Caratteristiche tecniche
Gioca come trequartista.

## Carriera
Inizia a giocare nelle giovanili del Primorje, club della massima divisione slovena, che a partire dal 2000 lo aggrega alla sua prima squadra. Esordisce in prima divisione nella stagione 2001-2002, nella quale il suo club si classifica al secondo posto qualificandosi per la successiva edizione della Coppa UEFA: in questa stagione Kalin gioca 2 partite, mentre l'anno successivo viene impiegato con maggiore frequenza, disputando 16 incontri in campionato oltre a 2 partite in Coppa UEFA. Segna i suoi primi gol in massima serie nella stagione 2003-2004, nella quale oltre ad andare a segno per 2 volte gioca anche stabilmente da titolare, totalizzando 29 presenze e contribuendo ad un'altra qualificazione alla Coppa UEFA del Primorje. Nella stagione 2004-2005 e nella stagione 2005-2006 viene impiegato con minore frequenza, disputando rispettivamente 18 e 15 incontri (con anche 3 gol totali nell'arco del biennio), mentre nella stagione 2006-2007 torna a giocare con maggiore frequenza, disputando 21 partite di campionato. Nell'annata successiva segnando 3 gol stabilisce il suo record personale di marcature in una singola stagione nel campionato sloveno; oltre a 19 partite di campionato in questa stagione gioca anche 2 incontri in Coppa di Slovenia. Milita nel Primorje anche nella stagione 2008-2009, nella quale la squadra rossonera conquistando 41 punti in 36 partite di campionato si classifica al decimo (ed ultimo) posto, retrocedendo nella seconda divisione slovena: al termine di questa stagione (nella quale gioca 28 partite senza mai segnare) il trequartista lascia la squadra, cambiando quindi maglia dopo dieci stagioni consecutive.
Per la stagione 2009-2010 si trasferisce in Italia, accasandosi ai giuliani della Pro Gorizia, con i quali disputa il campionato regionale di Promozione, concluso con un decimo posto in classifica e conseguente salvezza. Dopo una sola stagione lascia la Pro Gorizia e va a giocare nei friulani della Manzanese, in Eccellenza, categoria in cui ottiene un terzo posto in classifica. Rimane in rosa con la Manzanese anche per la stagione 2011-2012, nella quale vince la Coppa Italia Dilettanti Friuli-Venezia Giulia (partecipando quindi anche alla Coppa Italia Dilettanti) ed ottiene un quinto posto nel campionato di Eccellenza. Nell'estate del 2012 dopo 2 anni di permanenza alla Manzanese cambia maglia, accasandosi alla Triestina: con la squadra giuliana, ripartita dall'Eccellenza dopo il fallimento, trascorre l'intera stagione 2012-2013, nella quale il club alabardato arriva secondo in classifica in campionato (competizione in cui Kalin segna 3 gol, 2 dei quali su calcio di rigore) dietro al Monfalcone, venendo poi ripescato in Serie D a completamento organici nell'estate del 2013. Nell'estate del 2013 passa al Tolmezzo, con cui nella stagione 2013-2014 gioca in Eccellenza, ottenendo la salvezza al termine dei vittoriosi play-out. Dopo un solo anno cambia nuovamente maglia: nella stagione 2014-2015 veste infatti la maglia dello Zaule Rabuiese, con cui mette a segno 3 gol nel campionato di Eccellenza, che la formazione triestina conclude con una retrocessione in Promozione dopo aver perso i play-out. In seguito alla retrocessione va alla Gemonese, con cui nel campionato 2015-2016 segna 10 gol in Eccellenza; rimane alla Gemonese anche per la stagione 2016-2017, disputata sempre nel campionato di Eccellenza. In questa stagione vince per la seconda volta in carriera la Coppa Italia Dilettanti Friuli-Venezia Giulia, nella quale segna anche 2 reti. Anche negli anni seguenti continua a giocare nei vari campionati regionali friulani, fino al ritiro, nel 2021.

## Palmarès

### Club

#### Competizioni regionali
- Coppa Italia Dilettanti Friuli-Venezia Giulia: 1

Manzanese: 2011-2012
Gemonese: 2016-2017